# Честнатгілл Тауншип (округ Монро, Пенсільванія)
Честнатгілл Тауншип (англ. Chestnuthill Township) — селище (англ. township) в США, в окрузі Монро штату Пенсільванія. Населення — 16 723 особи (2020).

### Клімат
| Клімат : Честнатгілл Тауншип | Клімат : Честнатгілл Тауншип | Клімат : Честнатгілл Тауншип | Клімат : Честнатгілл Тауншип | Клімат : Честнатгілл Тауншип | Клімат : Честнатгілл Тауншип | Клімат : Честнатгілл Тауншип | Клімат : Честнатгілл Тауншип | Клімат : Честнатгілл Тауншип | Клімат : Честнатгілл Тауншип | Клімат : Честнатгілл Тауншип | Клімат : Честнатгілл Тауншип | Клімат : Честнатгілл Тауншип | Клімат : Честнатгілл Тауншип |
| Показник                     | Січ.                         | Лют.                         | Бер.                         | Квіт.                        | Трав.                        | Черв.                        | Лип.                         | Серп.                        | Вер.                         | Жовт.                        | Лист.                        | Груд.                        | Рік                          |
| Абсолютний максимум, °C      | 19,0                         | 24,3                         | 28,9                         | 32,6                         | 33,6                         | 33,4                         | 36,7                         | 35,7                         | 34,3                         | 30,1                         | 24,9                         | 20,9                         | 36,7                         |
| Середній максимум, °C        | 1,4                          | 3,4                          | 7,9                          | 14,8                         | 20,8                         | 25,2                         | 27,6                         | 26,6                         | 22,8                         | 16,3                         | 10,0                         | 3,8                          | 15,1                         |
| Середня температура, °C      | −3,4                         | −1,9                         | 2,1                          | 8,3                          | 14,3                         | 18,9                         | 21,3                         | 20,4                         | 16,6                         | 10,1                         | 4,7                          | −0,9                         | 9,3                          |
| Середній мінімум, °C         | −8,3                         | −7,3                         | −3,6                         | 1,9                          | 7,7                          | 12,7                         | 15,0                         | 14,1                         | 10,3                         | 3,8                          | −0,6                         | −5,7                         | 3,4                          |
| Абсолютний мінімум, °C       | −29,2                        | −23,2                        | −18,8                        | −10,8                        | −1,9                         | 1,7                          | 4,6                          | 2,2                          | −1,3                         | −7,6                         | −16,3                        | −22,9                        | −29,2                        |
| Норма опадів, мм             | 90                           | 77                           | 96                           | 108                          | 112                          | 123                          | 116                          | 108                          | 127                          | 120                          | 103                          | 106                          | 1286                         |
| Вологість повітря, %         | 71.3                         | 66.0                         | 62.1                         | 59.0                         | 63.0                         | 70.7                         | 70.4                         | 73.5                         | 74.7                         | 71.9                         | 70.6                         | 72.1                         | 68.8                         |
| ---------------------------- | ---------------------------- | ---------------------------- | ---------------------------- | ---------------------------- | ---------------------------- | ---------------------------- | ---------------------------- | ---------------------------- | ---------------------------- | ---------------------------- | ---------------------------- | ---------------------------- | ---------------------------- |
| Джерело: PRISM               |                              |                              |                              |                              |                              |                              |                              |                              |                              |                              |                              |                              |                              |

## Демографія
Згідно з переписом 2010 року, у селищі мешкало 17 156 осіб у 5937 домогосподарствах у складі 4553 родин. Було 6687 помешкань
Расовий склад населення:
| - 84,1 % — білих - 8,8 % — чорних або афроамериканців - 1,3 % — азіатів - 0,3 % — корінних американців - 3,0 % — осіб інших рас |

До двох чи більше рас належало 2,4 %. Частка іспаномовних становила 10,7 % від усіх жителів.
За віковим діапазоном населення розподілялося таким чином: 25,5 % — особи молодші 18 років, 62,4 % — особи у віці 18—64 років, 12,1 % — особи у віці 65 років та старші. Медіана віку мешканця становила 41,1 року. На 100 осіб жіночої статі у селищі припадало 98,7 чоловіків;  на 100 жінок у віці від 18 років та старших — 97,7 чоловіків також старших 18 років.
Середній дохід на одне домашнє господарство  становив 74 020 доларів США (медіана — 62 393), а середній дохід на одну сім'ю — 83 742 долари (медіана — 76 645). Медіана доходів становила 50 467 доларів для чоловіків та 37 500 доларів для жінок. За межею бідності перебувало 7,2 % осіб, у тому числі 8,6 % дітей у віці до 18 років та 3,7 % осіб у віці 65 років та старших.
Цивільне працевлаштоване населення становило 8085 осіб. Основні галузі зайнятості: освіта, охорона здоров'я та соціальна допомога — 20,8 %, роздрібна торгівля — 16,0 %, науковці, спеціалісти, менеджери — 13,3 %.